# 原田平作
原田 平作（はらだ へいさく、1933年4月21日 - 2023年9月26日）は、日本の美術史家。大阪大学名誉教授。愛媛県美術館名誉館長。

## 来歴
東京生まれ。1963年京都大学大学院美学美術史博士課程中退。1962年京都市美術館勤務、学芸課長。1994年大阪大学文学部教授、1997年「日本の近代美術 -欧米と比較して」で阪大文学博士。同年定年退官、名誉教授。愛媛県美術館長、名誉館長。
2023年9月26日、腎盂がんのため死去。90歳没。

## 著書
- 『幕末明治 京洛の画人たち』（京都新聞社） 1985
- 『日本の近代美術 欧米と比較して』（晃洋書房） 1997

### 共編著
- 『コロー / クールベ』（新庄嘉章共著、小学館、世界美術全集15） 1978
- 『現代の扇面画』（芸艸堂） 1978
- 『竹内栖鳳』（光村推古書院） 1981
- 『浅井忠』（第一法規出版、日本水彩画名作全集1） 1982
- 『上村松篁』（集英社、現代日本画全集8） 1982
- 『東山魁夷 / 福田平八郎』（岩崎吉一共編、集英社、20世紀日本の美術8） 1986
- 『浅井忠画集』（京都新聞社） 1986
- 『日本の美術館 7 京都 / 奈良』（浜田隆共編、ぎょうせい） 1987
- 『日本の美術 今何が古典から学べるか』（太田孝彦共編、昭和堂） 1989
- 『性のポリフォニー その実像と歴史をたずねて』（溝口宏平共編、世界思想社） 1990
- 『芸術の楽しみ やさしい芸術学』（神林恒道共編、晃洋書房） 1996
- 『国画創作協会の全貌』（上薗四郎, 島田康寛共編、光村推古書院） 1996

## 論文
- <原田平作

## 参考
- 著書略歴など